# Берлин, Нафтали Цви Иеуда
Нафтали Цви Иеу́да Берлин (в миру Гирш-Лейб Берлин, известен также как Наци́в из Воло́жина); (1816, Мир (Белоруссия), Минская губерния — 10 августа (28 ава) 1893, Варшава, Царство Польское) — один из крупнейших раввинов своего поколения. Глава Воложинской иешивы, ставшей духовным центром русского еврейства. Создатель известных религиозных сочинений.

## Биография
Родился в местечке Мир (современная Белоруссия) в семье торговца и учёного еврея. Вскоре после тринадцатилетия отец женил сына на дочке раввина Ицхака из Воложина, главы Воложинской иешивы. После смерти тестя иешиву возглавил его старший зять, но после и его смерти в 1853 году Берлина избрали на его место вместе с раввином Йосеф Бером Соловейчиком. Два зятя какое-то время руководили иешивой вместе, однако из-за постоянных разногласий раву Соловейчику пришлось покинуть иешиву и занять пост раввина Брест-Литовска, где он также создал свою иешиву.
Присоединился к сионистскому движению Ховевей Цион с момента его возникновения. Убеждал религиозных евреев последовать своему примеру и поддержать еврейские поселения в Эрец-Исраэль.
В 1892 году иешива в Воложине была закрыта властями, а Берлин и его семья высланы. Через 18 месяцев он умер.

## Семья
Был женат дважды. В первый раз — на дочери рава Ицхака из Воложина, а второй — на своей племяннице, дочери Иехиэля Михла Эпштейна. От первой жены у него родились сын рав Хаим Берлин, ставший впоследствии главным раввином Москвы, и 3 дочери; от второй — сыновья Яаков и Меир (позже изменивший свою фамилию на Бар-Илан).

## Книги
Основные книги, написанные Нацивом:
- «Хаамек шеэла» на книгу Шеилтот рава Ахая Гаона
- «Хаамек давар» на Тору
- «Меромей саде» на Талмуд.